# Kronična mieloična levkemija
Kronična mieloična levkemija (KML) je maligna novotvorba krvotvorne matične celice, ki spada med mieloproliferativne bolezni.

## Patofiziologija
Kronična mieloična levkemija je klonska mieloproliferativna bolezen bolezen, ki izvira iz ene same maligno spremenjene matične celice. Potomke matične celice proliferirajo mesece in leta do diagnoze, navadno ob rutinskem pregledu krvne slike. Naravni potek bolezni traja od 3 do 5 let. Značilna citogenetska sprememba v levkemičnih celicah je kromosom Philadelphia, katerega posledica je onkogen BCR-ABL oz. njegov produkt tirozinska kinaza BCR-ABL, ki povzroči nenadzorovano celično delitev, kar vodi v nastanek levkemičnega klona.Brez zdravljenja KML zavzame svoj naravni potek, ki traja 3–5 let in gre skozi tri različna klinična obdobja:
- kronično obdobje – običajno bolniki nimajo simptomov; traja do 5 let in preide v pospešeno obdobje, če se ne zdravi. Bele krvničke (levkociti) ohranijo sposobnost v boju z okužbami, po pričetku zdravljenja število rdečih krvničk in krvnih ploščic doseže normalne vrednosti, bolnik lahko opravlja svoje običajne zadolžitve in je tudi poklicno aktiven;
- pospešeno obdobje – pojavi se lahko slabokrvnost, število belih krvničk se lahko poveča ali zmanjša, število krvnih ploščic se običajno zmanjša, v periferni krvi najdemo mlade oblike levkocitov, imenovane blastne celice. Vranica se lahko zelo poveča; včasih napolni ves trebuh in povzroča tiščanje v trebuhu in občutek hitre sitosti pri hranjenju;
- blastna preobrazba – stanje enako akutni levkemiji[1], število rdečih krvničk in krvnih ploščic se zmanjša, pojavijo se krvavitve in pogoste okužbe, bolniki lahko shujšajo in so utrujeni, izraženi so znaki slabokrvnosti z zadihanostjo, imajo težave zaradi bolečin v trebuhu in kosteh.

Pospešeno obdobje in blastno preobrazbo lahko skupaj opredelimo tudi kot napredovalo fazo; pospešeno obdobje ni nujno, da se v poteku izrazi.

## Znaki in simptomi
Kronično mieloično levkemijo pogosto odkrijemo naključno ob pregledu krvne slike, saj je 20 do 50 % bolnikov ob diagnozi brez simptomov. Ob napredovanju bolezni bolniki navajajo simptome povečane presnove, kot so utrujenost, hujšanje in potenje. Zaradi patološke funkcije krvnih ploščic pogosto krvavijo. Zaradi 
povečane vranice tožijo za napetostjo v trebuhu, lahko imajo zmerno povečana jetra. Ker pospešeno nastaja sečna kislina, se lahko razvije protin.

## Epidemiologija
Letna pojavnost bolezni je 1–2 nova bolnika na sto tisoč prebivalcev, v Sloveniji je pojavnost med letoma 2002 in 2007 znašala okoli 0,75 bolnika/100.000 prebivalcev. Povprečna starost ob ugotovitvi bolezni znaša 50–60 let, čeprav se lahko pojavi v vseh življenjskih obdobjih, tudi v otroštvu. Bolezen se pogosteje pojavi pri moških. Predstavlja 10 do 20 % vseh levkemij, pogostejši od nje sta le kronična limfocitna in akutna mieloblastna levkemija.

## Zdravljenje
Pomemben mejnik v zdravljenju KML je predstavljalo odkritje kromosoma Philadelphia leta 1960. Pred tem je bilo zdravljenje predvsem simptomatsko z obsevanjem vranice in še prej z arzenikom, po letu 1960 pa se je uveljavilo zdravljenje z busulfanom, kasneje pa s hidroksiureo, ki so jo bolniki boljše prenašali. Po letu 1975 so sledili podatki o alogenični presaditvi kostnega mozga, v osemdesetih letih dvajsetega stoletja pa so pri nekaterih bolnikih dosegli popolni citogenetski odgovor in dolgo preživetje z interferonom alfa. V devetdesetih letih so znanstveniki prvič predlagali uporabo zaviralcev tirozin-kinaze in prva učinkovina iz te skupine na tržišču je bila imatinib. Pri imatinibu so v raziskavah pri bolnikih s kronično obliko ugotovili hematološko remisijo v 100 %, citogenetsko v 50 %, pri bolnikih v blastni preobrazbi pa hematološko remisijo v 22 %, citogenetsko pa celo v 16 %. Danes so na tržišču še učinkovine iz skupine zaviralcev tirozin-kinaze za zdravljenje KML, poleg imatiniba še na primer dasatinib in nilotinib.
Danes se za zdravljenje najpogosteje uporabljajo zaviralci tirozin-kinaze, zdravljenje pa ima dva cilja: zmanjšati število obolelih celic v telesu ter stalno zavirati nastajanje gena BCR-ABL. Ta zdravila zavirajo encim tirozin-kinazo, ki nastane ob izražanju gena BCR-ABL in zato pride do zmanjšanja nastajanja rasti levkemičnih celic v kostnem mozgu.
V primeru, da zdravljenje z zaviralci tirozinskih kinaz ni učinkovito, se danes odločajo, če je možno, za alogenično presaditev krvotvornih matičnih celic. Alogenična presaditev krvotvornih matičnih celic hkrati predstavlja tudi edino možnost ozdravitve KML, vendar je smrtnost zaradi zapletov zdravljenja kar 15- do 30-odstotna. Številni bolniki zaradi starosti, spremljajočih bolezni in neustreznosti dajalca niso primerni za to zdravljenje.

## Prognoza
Najpomembnejši napovedni dejavnik ob postavitvi diagnoze je obdobje bolezni. Bolniki, odkriti v kroničnem obdobju, imajo pomembno daljše preživetje kot tisti, odkriti v pospešenem obdobju oz. v blastni krizi. Po zgodovinskih podatkih je srednje preživetje bolnikov v kroničnem obdobju 5 let, v napredovalem obdobju 1 do 2 leti, v blastni krizi pa le 3 do 6 mesecev.